# Кухня инков

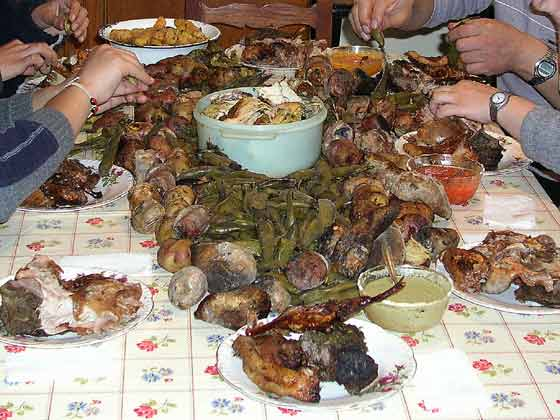
Пачаманка, традиционное блюдо, приготавливаемое в уатии

Кухня инков — кухня Андского региона, берущая начало ещё с доколумбовых времён, когда сельское хозяйство появилось в долине Лаурикоча. По данным археологов, около 10 000 лет до н. э. тут были одомашнены несколько растений, таких как картофель и юка. В Андском регионе много разнообразных форм рельефа, где произрастает много видов растений, подходящих для приготовления пищи, многие из которых остаются неизвестными за пределами региона. Наиболее распространенными из них являются корнеплоды, корневища и зерно, в частности большую популярность получила кукуруза. Источниками мяса являются морские свинки, лама и сушёная рыба.

## Составляющие

### Растения

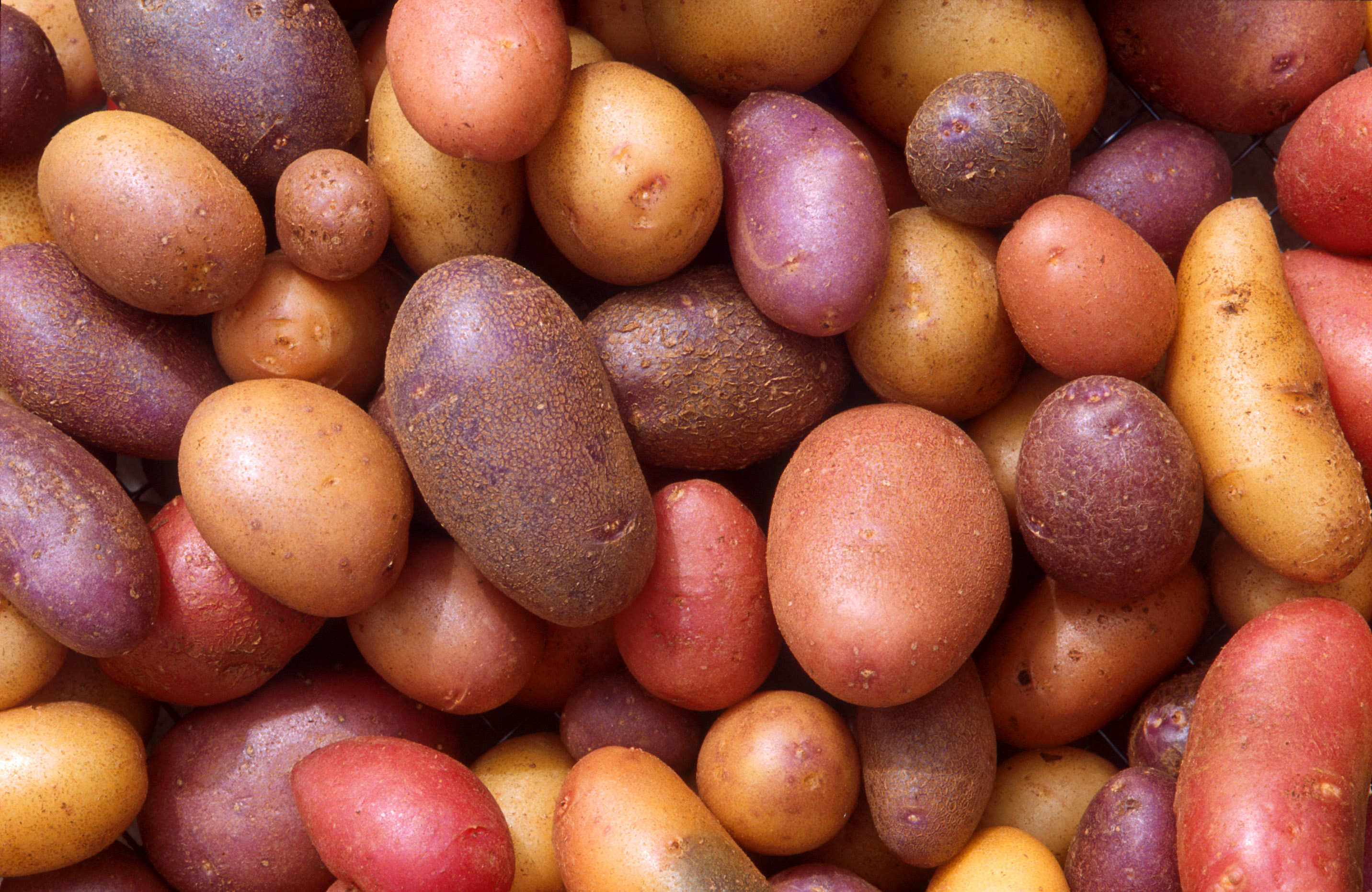
Андские народы вывели сотни разновидностей картофеля. Большинство неизвестно за пределами Анд.

Анды, протянувшиеся на большое расстояние с севера на юг, содержат много климатических зон. В частности, на разных высотах Анд росли разные виды растений.
Главными культурами региона с давних времён были разнообразные съедобные корнеплоды, такие как картофель и батат, существовавшие в сотне разновидностей. Также существует две разновидности юки, сладкая и горькая. Сладкая разновидность может употребляться в пищу сырой и хорошо хранится, она была основным источником сахара до завоза испанцами сахарного тростника. Безвкусный и богатый на крахмал корнеплод ульюку (ullucu) и арракача (arracacha, родственник моркови и сельдерея) используется в супах. Ачира (achira), вид канны, — ещё один богатый на крахмал корнеплод, традиционно выпекаемый в земляной печи, как впрочем и корнеплод мако. Хотя корнеплоды всегда были очень важным источником пищи, в доколумбовы времена они часто считались не столь ценными по качеству как, например, кукуруза.
Главными зерновыми культурами в Андах остаются киноа и кукуруза (тут у неё 30-40 разновидностей), распространены от северного Перу до Чили, на севере климатические условия для них неблагоприятны.

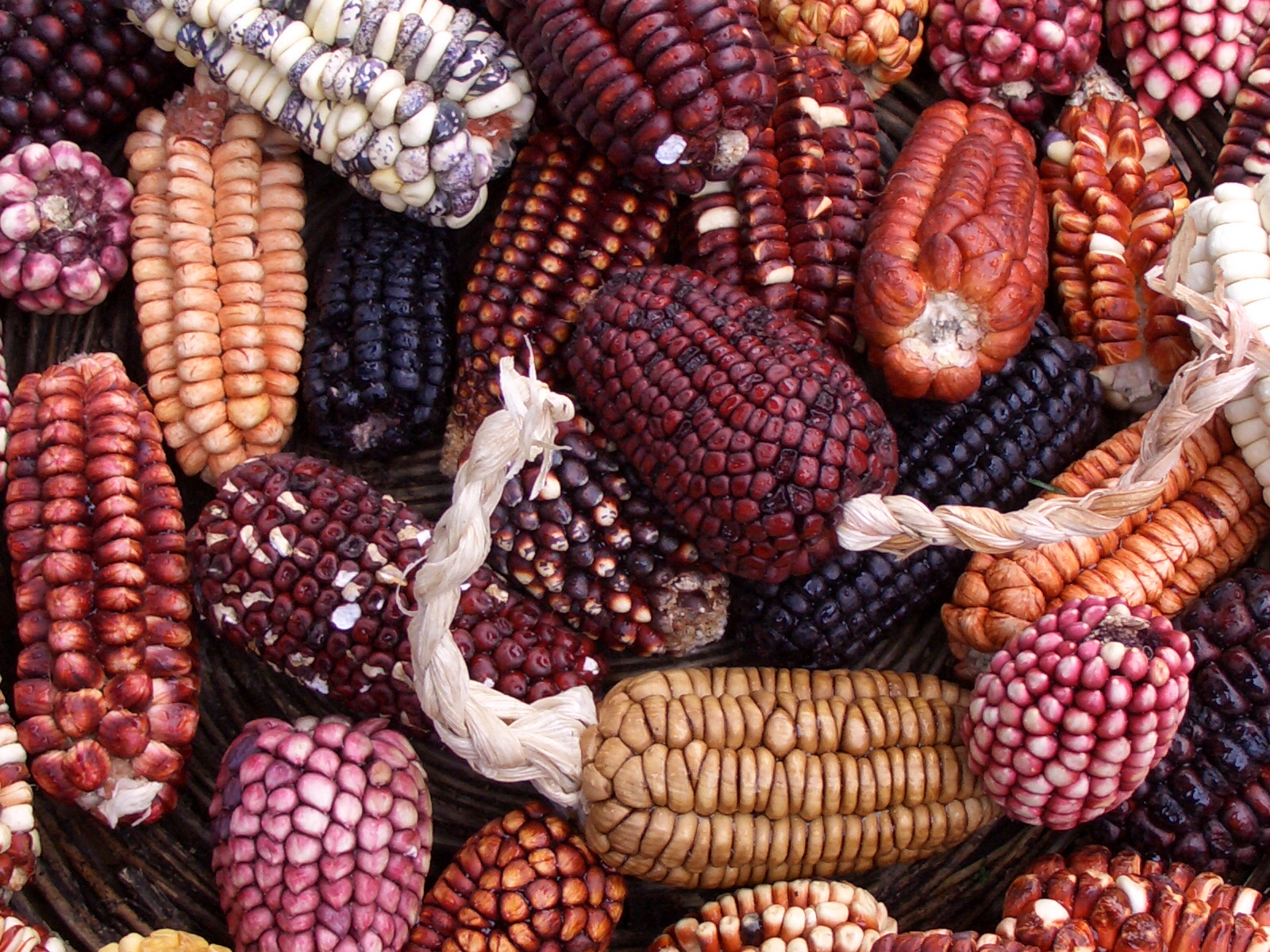
Несколько разновидностей перуанской кукурузы

Амарант традиционно является ещё одним из главных пищевых продуктов в Андах, в районах проживания народа кечуа (кечуа qhichwa). Кроме приготовления в пищу, амарант использовался для создания чучел животных во время религиозных церемоний. Позже такое использование амаранта было запрещено испанцами.
Как и на остальной территории Южной Америки, красный перец — важная составляющая диеты, особенно рокото. Другие овощи местного происхождения такие как помидоры, чайот, тыква, арахис, бобы, авокадо. Завезенные культуры — лук, рис, оливки, орехи, сахарный тростник.
Среди фруктов популярна черимойя, на севере — бананы, на крайнем юге — плоды угни. Из завезенных культур — виноград, сливы, груши, апельсины, лимоны.
Также составляющей рациона доколумбовых народов было несколько видов водорослей, употребляемых в пищу свежими или высушенными. Некоторые пресноводные водоросли и голубые водоросли рода Nostoc употреблялись в пищу после обработки. Во времена колониального периода они использовались как десерт, после отваривания в сахарном сиропе. Также часто используется пепино, сладкий фрукт индейцев, но потомками европейцев считается тяжелым для пищеварения.
Кроме того, в доколумбовы времен существовало несколько видов съедобной глины, ныне не используемой, таких как pasa, использовался как соус для картофеля и других корнеплодов, и chaco, находившего применение в религиозной практике.

### Мясо

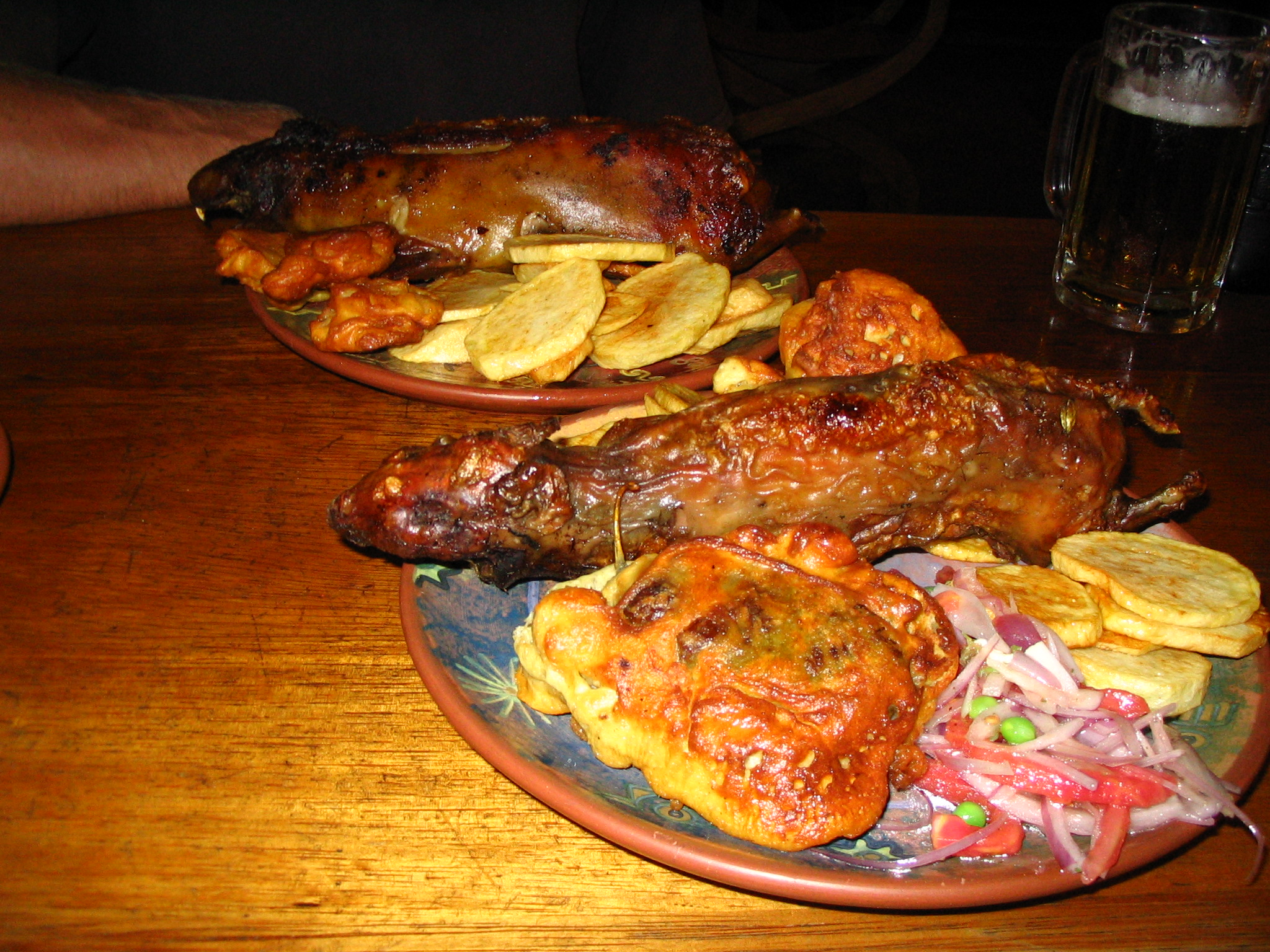
Два современных перуанских блюда из мяса морской свинки

В Андском регионе существовало два основных вида одомашненных животных: ламы и альпака. Эти животные содержались главным образом для получения шерсти и применялись в качестве вьючных животных. Ламы особенно ценились, а белая лама, одетая в красные одежды и золотые серёжки, часто проходила перед правителем инков в качестве символа царской власти. Считалось, что животные представляют различных богов, что зависело от цвета животного; их приносили  в жертву, особенно кровь животных во время ритуальных церемоний. Во времена Тауантинсуйю эти животные употреблялись в пищу преимущественно знатью. Из пищевых продуктов, полученных из верблюдовых, популярными были шарки (sharqui), полоски из высушенного мяса, прообраз современного вяленого мяса.
У простого народа в основном мясной пищей были морские свинки (кечуа quwi, исп. cuy). Они были одомашнены до 2000 года до н. э., выращивать их просто и они быстро размножаются. В старину морские свинки чаще всего приготавливались методом вложения внутрь тушки раскаленного камня. Внутренности часто использовались для приготовления супов, вместе с корнеплодами, или соусов. Морские свинки также использовались в религиозных обрядах, что привело к негативному восприятию их католической церковью.

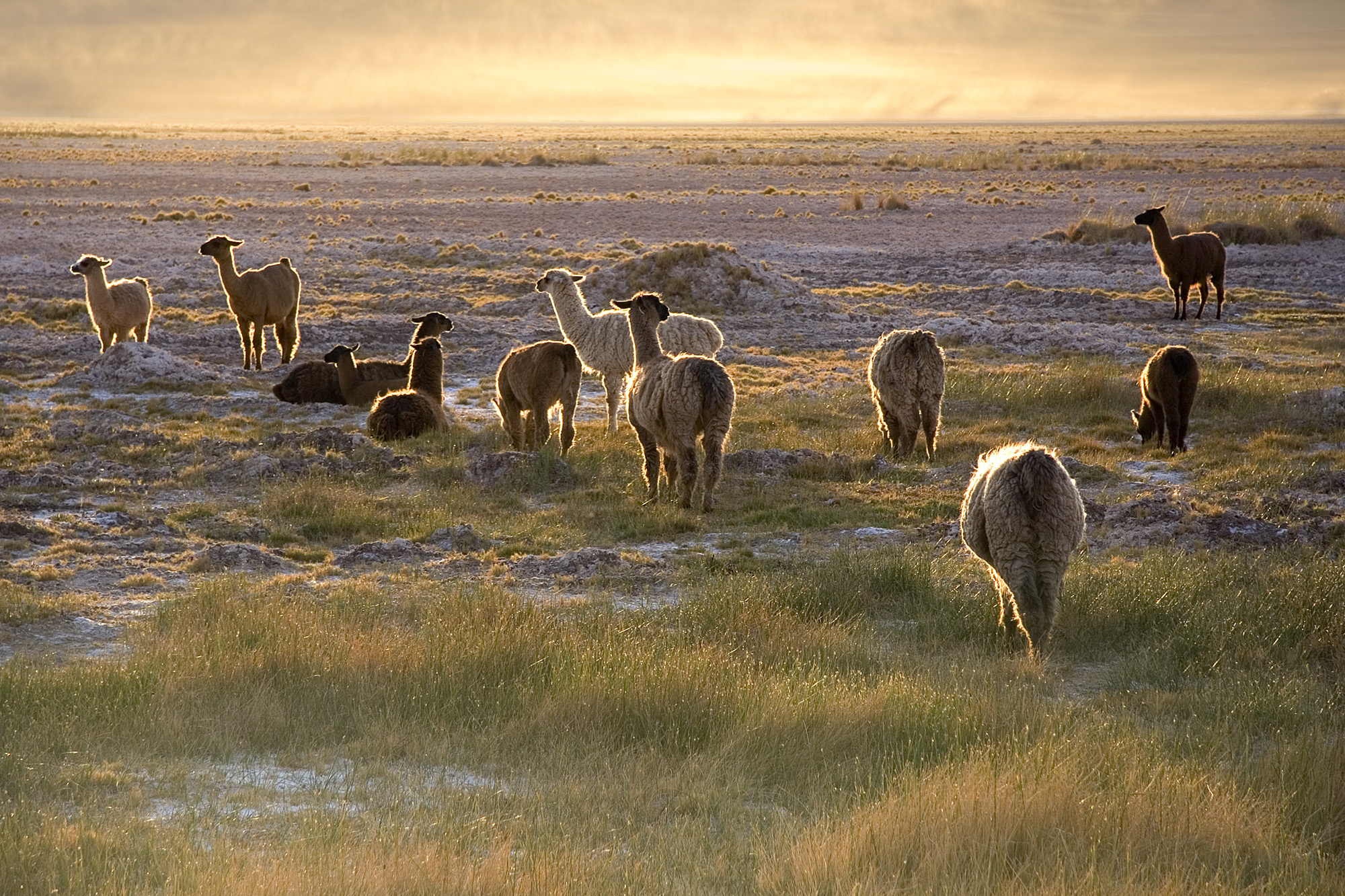
Ламы около Сан-Педро-де-Атакама

Традиционные виды животных были существенно дополнены завезенными, такими как овцы, козы и лебеди, в низинах сейчас также используют домашний скот.
Ещё одним важным компонентом диеты была рыба, особенно сушеная, а также другие морепродукты. Традиционно на побережье вылавливались моллюски-блюдечки, скаты, небольшие акулы (Mustelus), кефаль и бонито (вид скумбрии). Сейчас вылавливают и более глубоководных рыб, в частности треску, морской язык, тунцов, лосось, хеков, угрей. В диете были и остаются моллюски-хитоны, мидии, чанке (chanque, тип морского ушка) и многочисленные ракообразные.
Дикие животные, на которых охотились для использования в пищу, были такими: верблюдовые (викунья и гуанако), белохвостый олень, гаемал и вискача, вид шиншиллы, на неё охотились с помощью лассо. Также жители побережья традиционно охотились на морских птиц, морских котиков и дельфинов, хотя сейчас такая охота запрещена. Некоторые индейцы продолжают употреблять жаб, гусениц, жуков и личинок насекомых.

## Приготовление
Чаще всего приготовление пищи осуществляется размещением разогретого камня в сосуд с пищей, использования печей, таких как уатия, тип земляной печи, и керамической посуды.
Для этих районов характерны частые неурожаи, что заставило местное население разработать методы хранения многих видов пищи. Так, за время владычества инков запасов пищи в Империи хватало на срок от трёх до семи лет. В условиях холодных и сухих ночей высокогорья картофель и другие корнеплоды, оставленные без укрытия, высыхали за несколько дней. Крестьяне дополнительно помогали этому процессу, укрывая овощи рано утром от росы, а часто и выжимая воду. Кроме овощей и фруктов, индейцы хранят и мясо, в засоленном и высушенном виде. Эти методы хранения помогают местному населению переживать засухи.